# Горка (Доможировське сільське поселення, при присілку Новинка)
Горка (рос. Горка) — присілок у Лодєйнопольському районі Ленінградської області Російської Федерації.
Населення становить 4 особи. Належить до муніципального утворення Доможировське сільське поселення.

## Історія
Згідно із законом від 20 вересня 2004 року № 63-оз належить до муніципального утворення Доможировське сільське поселення.

## Населення
| 1879 | 1885 | 1905 | 1927 | 1958 | 1997 | 2007 |
| ---- | ---- | ---- | ---- | ---- | ---- | ---- |
| 64   | ↘48  | ↗104 | ↗145 | ↘26  | ↘9   | ↘4   |
| 2010 | 2014 |      |      |      |      |      |
| →4   | →4   |      |      |      |      |      |